# 후지노모리역
후지노모리역(일본어: 藤森駅)은 일본 교토부 교토시 후시미구에 위치한 게이한 전기철도 게이한 본선의 역이다. 역 번호는 KH32이다.

## 역사
- 1910년 4월 15일: 게이한 본선 개통과 동시에 사단 앞역으로서 영업 개시.
- 1941년 9월 1일: 후지노모리역으로 역명 변경(사단 소재지라는 방첩상의 이유).

## 역 구조
상대식 승강장 2면 2선의 지상역이다. 데마치야나기 방향 승강장은 요도야바시 방면 승강장보다 북쪽으로 수량분이 어긋나 있게 설치되어 승강장의 바로 위에 메이신 고속도로가 다니고 있다. 개찰구는 동서 양쪽으로, 1990년대 중반에 자동 개찰기가 도입되었다. 역 남쪽에는 건널목이, 북쪽에는 지하 자유 통로가 역의 양쪽으로 통한다. 배리어 프리 설비로서, 휠체어 대응의 엘리베이터, 다목적 화장실이 설치되어 있다.
1980년대 중반부터 역명을 따서 집 기둥을 연보라빛으로 장식된 적이 있었다.

### 승강장
| 번호 | 노선          | 방향 | 행선                                                         |
| ---- | ------------- | ---- | ------------------------------------------------------------ |
| 1    | ■ 게이한 본선 | 상행 | 산조・데마치야나기 방면                                      |
| 2    | ■ 게이한 본선 | 하행 | 주쇼지마・히라카타시・교바시・요도야바시・나카노시마 선 방면 |

※ 두 승강장의 유효 길이는 7량이다.

## 이용 현황
| 연도   | 하차 인원 | 승차 인원 |
| ------ | --------- | --------- |
| 2007년 | 16,293    | 7,904     |
| 2008년 | 16,224    | 8,181     |
| 2009년 | 15,518    | 7,767     |
| 2010년 | 15,285    | 7,696     |
| 2011년 | 14,375    | 7,142     |
| 2012년 | 15,308    | 7,592     |
| 2013년 | 14,277    | 7,408     |
| 2014년 | 14,291    | 7,375     |
| 2015년 | 15,623    | 7,915     |

## 역 주변
역사의 바로 동쪽을 비파호 수로(가모가와 운하)가 흐르고 있어, 1928년 준공된 보행자 전용 호리타 다리가 놓여졌다.
- 후카크사 버스 정류장(교토 후카쿠사) - 나고야와 고베 하이웨이 버스 등의 고속 버스(약 500m, 도보 6분 거리)
  - 역 개찰구 부근에는 후카쿠사 버스 정류장까지의 경로를 나타낸 안내판이 존재한다.
- 교토 교육 대학
- 교토 시립 후카쿠사 초등학교
- 교토 시립 후카쿠사 중학교
- 교토 시립 후지노모리 중학교
- 후카크사 우체국
- 교토 시 청소년 과학 센터
- 게이한 에코로지 센터(교토 시 환경 보전 센터)
- 후시미 보건소 후카쿠사 지소
- 후시미 구청 후카쿠사 지소
- 교토 의료 센터
- 후지노모리 로즈 타운
- 후카쿠사키타 릉

## 사진

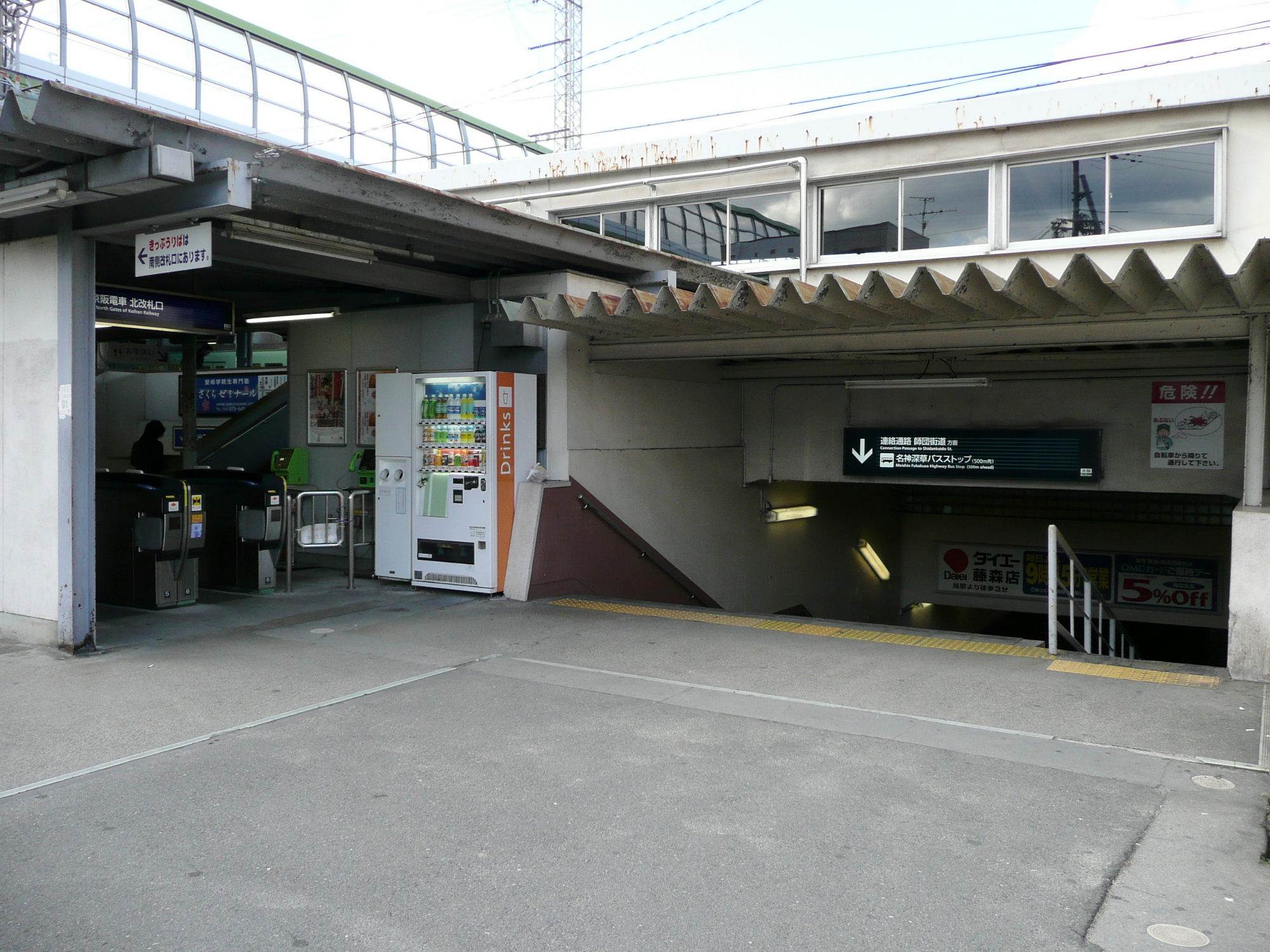
북쪽 출입구
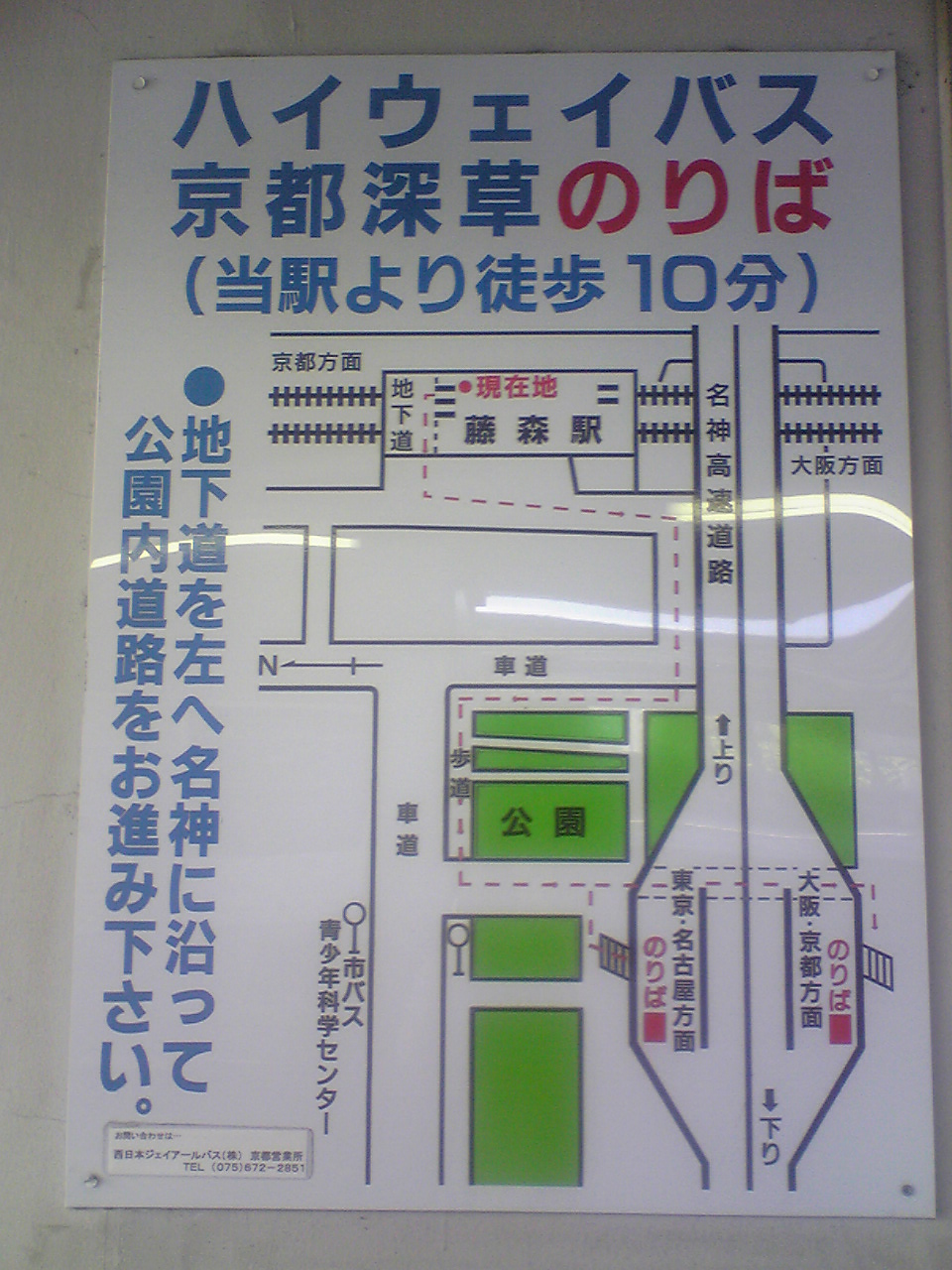
역 내 버스 정류장 안내판

## 인접역
| 게이한 전기철도 ■ 게이한 본선 | 게이한 전기철도 ■ 게이한 본선                  | 게이한 전기철도 ■ 게이한 본선   |
| ----------------------------- | ---------------------------------------------- | ------------------------------- |
| KH31 스미조메 요도야바시 방면 | ■ 통근 준특급 (평일 하행 운전) ■ 준특급 ■ 보통 | 후카쿠사 KH33 데마치야나기 방면 |